# Chadwick (Illinois)
Chadwick – wieś w Stanach Zjednoczonych, w stanie Illinois, w hrabstwie Carroll.